# الهه آفرینش
الهه آفرینش (به انگلیسی: creator deity) یا خدای آفرینش، یک الهه است که مسئول آفرینش زمین، جهان (کیهان یا گیتی) می‌باشد. در یکتاپرستی، اغلب خدای یگانه همان الهه آفرینش است. در برخی از سنتهای یک از چندپرستی (Monolatrism) آفریننده ثانویه را از آفریننده منزه نخستین که آفریننده اصلی است جدا کرده‌اند.

## یکتاپرستی
زرتشت، یهودیت، مسیحیت، اسلام، سیک و آتنیسم اعتقاد دارند که منشأ جهان به‌وسیله خداوند ساخته شده است.

### آتنیسم
این آئین در حدود ۱۳۳۰ سال قبل از میلاد، در زمان پادشاهی جدید در تاریخ مصر باستان، به‌وسیله فرعون آخناتون و ملکه نفرتیتی آغاز شد. آن‌ها به‌طور کامل یک پایتخت جدید به نام آختاتون برای خود و پرستش کنندگان تنها خالق خود در بیابان درست کردند. پدرش علاوه بر پرستش آتون دیگر خدایان مذاهب مشرک را نیز می‌پرستید. آتون، برای مدت زیادی قبل از زمان پدرش، در میان خدایان و الهه‌های مصر به عنوان یک خدا احترام زیادی داشت. آتنیسم بعد از مرگ فرعون کم‌کم محو شد. با وجود دیدگاه‌های مختلف، آتنیسم به‌وسیله عالمان به عنوان یک مرز یکتاپرستی در تاریخ انسان‌ها در نظر گرفته می‌شود.

### یهودیت
روایت آفرینش از ۲ داستان ساخته شده، تقریباً معادل ۲ قسمت اوّل کتاب پیدایش. (هیچ تقسیم‌بندی‌ای در نسخه اصلی به زبان عبری این کتاب وجود ندارد، ببینید فصل‌ها و آیاتی از کتاب مقدس.)

## کتابشناسی
- Alter, Robert (1981). The Art of Biblical Narrative (به انگلیسی). Basic Books. ISBN 978-0-465-00427-0.